# Near Dark (álbum)
Near Dark es la undécima banda sonora compuesta por el grupo alemán de música electrónica Tangerine Dream. Publicada en 1988 por el sello Varèse Sarabande se trata de la música compuesta para la película homónima, titulada en España Los Viajeros De La Noche, dirigida por Kathryn Bigelow y protagonizada por Adrian Pasdar, Jenny Wright y Lance Henriksen.

## Producción

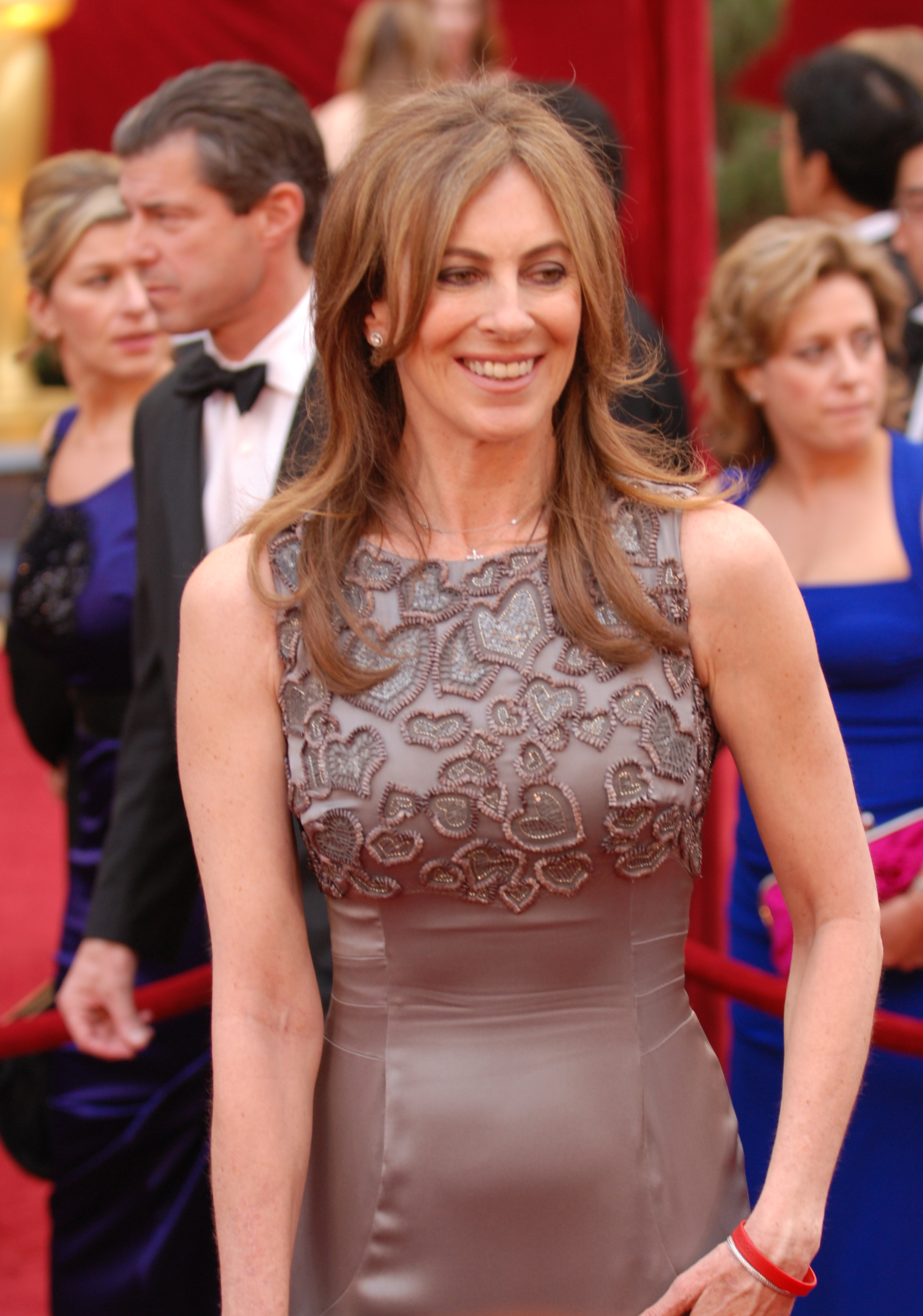
Kathyn Bigelow directora de la película

Considerada una película de culto de terror y fantasía Near Dark cuenta la historia de Fix, un joven cowboy, seducido por una misteriosa joven llamada Mae que, al despedirse le muerde en el cuello desvelando su condición vampírica. Lentamente Fix se convierte en una criatura de la noche, una raza compuesta por hombres y mujeres que vagan sin rumbo, alimentándose con la sangre de sus víctimas.
Tangerine Dream, integrado entonces por Edgar Froese, Christopher Franke y Paul Haslinger, crearon la banda sonora de la película con la supervisión de Bigelow que, en el audiocomentario de la edición en DVD de la película, manifestó su satisfacción con el resultado final.

"Tangerine Dream hicieron la banda sonora, y quedé realmente satisfecha con lo que se les ocurrió. Fui a Berlín y pasé varias semanas allí con ellos, trabajando en la banda sonora, y creo que hubo una cualidad provocativa e inquietante que simplemente impregnó todo lo que hicieron, y le dio una pátina, le dio a la película una pátina que realmente lo transformó."
Kathryn Bigelow 

## Lista de canciones
| N.º   | Título                             | Escritor(es)                                   | Duración |  |
| 1.    | «Caleb's Blues»                    | Edgar Froese Christopher Franke Paul Haslinger | 3:20     |  |
| 2.    | «Pick Up At High Noon»             | Edgar Froese Christopher Franke Paul Haslinger | 4:59     |  |
| 3.    | «Rain In The Third House»          | Edgar Froese Christopher Franke Paul Haslinger | 2:59     |  |
| 4.    | «Bus Station (incl. Mae's Theme)»  | Edgar Froese Christopher Franke Paul Haslinger | 8:42     |  |
| 5.    | «Good Times»                       | Edgar Froese Christopher Franke Paul Haslinger | 2:37     |  |
| 6.    | «She's My Sister (Resurrection I)» | Edgar Froese Christopher Franke Paul Haslinger | 7:22     |  |
| 7.    | «Mae Comes Back»                   | Edgar Froese Christopher Franke Paul Haslinger | 2:02     |  |
| 8.    | «Father And Son (Resurrection II)» | Edgar Froese Christopher Franke Paul Haslinger | 2:58     |  |
| 9.    | «Severin Dies»                     | Edgar Froese Christopher Franke Paul Haslinger | 2:50     |  |
| 10.   | «Fight At Dawn»                    | Edgar Froese Christopher Franke Paul Haslinger | 4:40     |  |
| 11.   | «Mae's Transformation»             | Edgar Froese Christopher Franke Paul Haslinger | 4:21     |  |
| 46:50 |                                    |                                                |          |  |

## Personal
- Christopher Franke - interpretación, arreglos, ingeniería de grabación y producción
- Edgar Froese - interpretación, arreglos, ingeniería de grabación y producción
- Paul Haslinger - interpretación, arreglos, ingeniería de grabación y producción
- Richard Kraft - producción ejecutiva
- Tom Null - producción ejecutiva